# Bertel Storskrubb
Alf Bertel »Bebbe« Storskrubb, finski atlet in rokometaš, * 24. april 1917, Jakobstad, Finska, † 21. april 1996, Helsinki, Finska.
Storskrubb je bil vsestranski športnik, ki je največji pečat pustil v atletiki. Leta 1946 je postal evropski prvak v teku na 400 m z ovirami.

## Kariera
Storskrubb je nase na mednarodnem nivoju prvič opozoril leta 1946 v Oslu, na Evropskem prvenstvu. V norveški prestolnici se je namreč predstavil v teku na 400 m z ovirami in z novim finskim državnim rekordom 52.2 - in tudi najboljšim dosežkom sezone na svetu - osvojil prvo mesto in zlato kolajno. Drugo mesto je zasedel Šved Sixten Larsson, ki je prav tako postavil državni rekord (52.4) in je za Storskrubbom zaostal za dve desetinki sekunde.
Leta 1948 se je Storskrubb udeležil Poletnih olimpijskih iger v Londonu. V svoji kvalifikacijski skupini je s časom 54.6 zasedel drugo mesto - prvi je bil z enakim časom Novozelandec John Holland - in za pol sekunde prehitel tretjega, Turka Kemala Horuluja. Kvalifikacijam je nato sledil polfinale, v katerem je Storskrubb zasedel šele peto mesto, s časom 53.5. Za tretjim mestom, ki je še vodilo v finale, je zaostal le za desetinko - Italijan Ottavio Missoni je namreč zabeležil čas 53.4. Več uspeha je imel Storskrubb v štafeti 4x400 m, v kateri se pa je uspel uvrstiti v finale, potem ko je finska štafeta slavila v svoji kvalifikacijski skupini, pred Švedsko in Argentino. V finalu je četverica Tauno Suvanto, Olavi Talja, Runar Holmberg in Storskrubb s časom 3:24.8 zasedla solidno četrto mesto. Do tretjega mesta in bronaste olimpijske kolajne ji je sicer zmanjkalo skoraj 9 sekund, saj je tretjeuvrščena švedska štafeta časomerilce ustavila pri 3:16.0.
Poleg teka na 400 m z ovirami je Storskrubb tudi v teku na 800 m spadal v svetovni vrh svojega časa. Leta 1945 je tako v švedskem Malmöju odtekel čas 1:49.3, kar je bil tedaj eden najboljših časov na svetu in je tudi nemudoma postal finski državni rekord, ki je zdržal celih 10 let.
Storskrubb je v svoji karieri osvojil skupno 24 naslovov finskega državnega prvaka v atletiki. V teku na 200 m je zmagal v letih 1943 in 1944, na 400 m je bil najboljši leta 1936 in nato od 1942 do 1947, na 200 m z ovirami pa je slavil od 1937 do 1940 ter v letih 1943, 1946 in 1947. V svoji »paradni« disciplini, teku na 400 m z ovirami, je zmagal v letih 1937 in 1940 ter nato od 1942 do 1947. Prav tako je postavil 15 finskih atletskih državnih rekordov. Poleg atletike se je ukvarjal še z ostalimi športi, med drugim je leta 1945 osvojil finsko državno prvenstvo v rokometu.

## Osebni rekordi
| Disciplina      | Dosežek |
| --------------- | ------- |
| 100 m           | 11.0    |
| 200 m           | 22.3    |
| 400 m           | 48.0    |
| 800 m           | 1:49.3  |
| 200 m z ovirami | 24.6    |
| 400 m z ovirami | 52.2    |

## Zasebno življenje
Njegov brat, Björn Storskrubb, se je prav tako ukvarjal s športom, bil je rokometaš. Björn je tako kot Bertel postal finski državni prvak v rokometu in je tudi nastopil za finsko reprezentanco. Bertelov in Björnov bratranec, Börje Strandvall, je bil prav tako športnik in je v 30. letih veljal za najboljšega finskega šprinterja.